# Silnice II/613
Silnice II/613 je silnice II. třídy, která spojuje centrum Ústí nad Labem s dálnicí D8. Měří 5 km. Prochází jedním krajem a jedním okresem.
Po této silnici jako po jediné silnici II. třídy v Česku prochází evropská silnice, a to E442. I proto je na některých mapách značena jako silnice I. třídy.

## Průběh silnice

### Ústecký kraj, okres Ústí nad Labem
- Ústí nad Labem (peáž s I/30, křiž. I/30, II/261, III/25839)
- Trmice (křiž. D8, II/253, II/258, III/25372)